# Klaus-Dieter Thiemes
Klaus-Dieter Thiemes (* 30. Oktober 1948 in Berlin) ist ein deutscher Agrotechniker. Er war Abgeordneter der Volkskammer der DDR.

## Leben
Der Sohn einer Bauernfamilie absolvierte nach dem Besuch der Oberschule von 1964 bis 1966 eine Lehre als Agrotechniker. Danach arbeitete er bis 1971 als Genossenschaftsbauer in der LPG „Frohe Zukunft“ in Berlin-Buch. Von 1972 bis 1985 war er Meister, Bereichsleiter und Abteilungsleiter im VEG Schweinemast Berlin, seit 1985 Technischer Leiter im VEG Tierproduktion Berlin. 
1965 wurde er Mitglied des FDGB, 1971 der Vereinigung der gegenseitigen Bauernhilfe (VdgB). Ein Fernstudium an der Agraringenieurschule Oranienburg-Luisenhof von 1969 bis 1972 schloss er als Agraringenieur ab. 1972 wurde er Mitglied der Demokratischen Bauernpartei Deutschlands (DBD) und 1975 Mitglied des Kreisvorstandes Berlin-Pankow und seines Sekretariats. 
Seit 1974 war er Stadtbezirksverordneter in Berlin-Pankow und von 1976 bis 1990 Abgeordneter der Volkskammer. Seit 1981 war er Mitglied des Ausschusses für Kultur der Volkskammer.

## Auszeichnungen
- Zweimal Verdienstmedaille der DDR